# Біосферний заповідник метелика Монарх

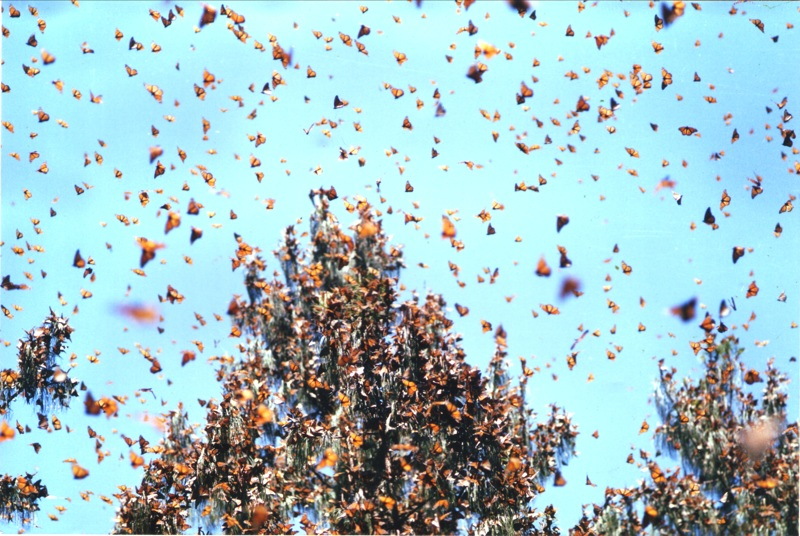

Біосферний заповідник метелика Монарх (ісп. La Reserva de la Biosfera de la Mariposa Monarca) — природоохоронна територія в мексиканських штатах Мічоакан і Мехіко, за 100 км на північний захід від Мехіко. Мільйони метеликів прилітають у заповідник щорічно.
Заповідник був створений з метою збереження місця зимівлі метеликів монархів (Danaus plexippus) та займає площу понад 56 тис. га. Метелики живуть на незначній частині парку з жовтня по березень. Узимку 2007—2008 років в Мексиці існувало дванадцять основних колоній цих метеликів, з яких вісім знаходилися на території парку, з них чотири відкриті для туристів.

## Міграції метелика Монарх
Мільйони метеликів подорожують на південь, з півночі Техасу до Мексики, де тримаючись гір Сьєрра-Мадре потрапляють до заповідника. Протяжність такої міграції може сягати 4 тис. км.

## Цікаві факти
9 січня 2016 року Гугл (англ. Google) випустив логотип, присвячений 41-річчю з дня відкриття Гори Метеликів.